# Bente Rogge
Bente Rogge (2 oktober 1997) is een Nederlandse waterpolospeler. Rogge komt sinds 2019 weer uit voor ZV De Zaan. Eerder speelde Rogge voor het Amerikaanse universiteitsteam Arizona Sun Devils (ASU), ZV De Ham en ZV De Zaan.
Rogge werd in 2018 voor het eerst geselecteerd voor een groot internationaal toernooi van het Nederlands seniorenteam en vertegenwoordigde Nederland onder meer op de Europese kampioenschappen van 2018, waar goud werd behaald. Ook maakte ze deel uit van de Nederlandse selectie die op de worldleague van 2018 zilver behaalde.

## Internationale erelijst
- 2018:  World League Kunshan (China)
- 2018:  Europees kampioenschap Barcelona (Spanje)
- 2022:  Wereldkampioenschap Boedapest (Hongarije)
- 2023:  Wereldbeker in Long Beach (Verenigde Staten)
- 2023:  Wereldkampioenschap in Fukuoka (Japan)
- 2024:  Europees kampioenschap in Eindhoven (Nederland)
- 2024:  Olympische Spelen